# Upperudsälven
Der Upperudsälven ist ein Zufluss des Vänern und Flusssystem in der schwedischen Provinz Västra Götalands län.
Das Flusssystem entwässert ein Areal von 3336 km², das zu einem kleinen Teil auch in Norwegen liegt, und umfasst die Seen Stora Le und Foxen, Lelång, Västra Silen und Östra Silen.
Das Flusssystem ist durch den Dalsland-Kanal schiffbar.
Die Gesamtlänge des Upperudsälven einschließlich Quellflüssen beträgt 146 km.